# Kanał Mosiński (dopływ Kanału Radackiego)
Kanał Mosiński – kanał wodny na Pojezierzu Drawskim, w gminie Szczecinek, w woj. zachodniopomorskim. Kanał rozpoczyna się na południe od wsi Mosina i Kucharowskiego Lasu, następnie biegnie w kierunku północno-wschodnim przez Bagno Wielkie na północ od Mosiny i wpada do Kanału Radackiego poniżej wsi Dębowo.
Długość kanału wynosi 7,148 km.